# Frank Butler (guionista)
Frank Butler (28 de diciembre de 1890 — 10 de junio de 1967) fue un guionista y actor teatral y cinematográfico estadounidense de origen inglés.

## Biografía
Nacido en Oxford, Inglaterra, como actor teatral intervino en los años 1920 y 1930 en dos producciones representadas en el circuito de Broadway, en la ciudad de Nueva York.
Su carrera cinematográfica se inició en el cine mudo a principios de la década de 1920. Actuó en casi cincuenta filmes y escribió más de sesenta guiones. En esta última faceta colaboró en varias películas con Stan Laurel y Oliver Hardy.
Junto con Frank Cavett, Butler ganó el Óscar al mejor guion adaptado  por la película Going My Way (1944). Anteriormente ya había sido nominado en dos ocasiones al Óscar al mejor guion original por Road to Morocco y Wake Island, ambas películas estrenadas en 1942.
Frank Butler falleció en Oceanside, Nueva York, en 1967.

## Filmografía

### Actor
- 1920 : Behold My Wife, de George Melford
- 1921 : The Sheik, de George Melford
- 1921 : The Great Moment, de Sam Wood
- 1922 : My American Wife, de Sam Wood
- 1922 : A Tailor-Made Man, de Joseph De Grasse
- 1922 : Beyond the Rocks, de Sam Wood
- 1923 : The Darkest Hour, de J. A. Howe
- 1923 : The Great Outdoors, de Fred Guiol
- 1923 : Roughing It, de Fred Jackman
- 1923 : Heavy Seas, de Fred Guiol y J. A. Howe
- 1923 : Call of the Wild, de Fred Jackman
- 1923 : Let's Build, de Scott Pembroke
- 1923 : Bluebeard's Eighth Wife, de Sam Wood
- 1923 : The Self-Made Wife, de John Francis Dillon
- 1923 : The Tiger's Claw, de Joseph Henabery
- 1924 : The Rubber-Neck, de J. A. Howe y Victor Potel
- 1924 : Black Hands, de J. A. Howe
- 1924 : Deaf, Dumb and Daffy, de J. A. Howe
- 1924 : Hot Stuff, de J. A. Howe
- 1924 : Lost Dog, de J. A. Howe
- 1924 : South o' the North Pole, de J. A. Howe
- 1924 : A Hardboiled Tenderfoot, de J. A. Howe
- 1924 : Our Congressman, de Rob Wagner
- 1924 : Radio Mad, de J. A. Howe
- 1924 : Suffering Shakespeare, de Ralph Ceder
- 1924 : Bottle Babies, de J. A. Howe y Scott Pembroke
- 1924 : Hit the High Spots, de Fred Guiol
- 1924 : The King of the Wild Horses, de Fred Jackman
- 1924 : Political Pull, de Roy Clements
- 1924 : Help One Another, de Fred Guiol
- 1925 : Tol'able Romeo, de Jess Robbins
- 1925 : Compromise, de Alan Crosland
- 1925 : Satan in Sables, de James Flood
- 1925 : The Royal Four-Flush, de J. A. Howe
- 1925 : Wild Papa, de Nicholas T. Barrows y J. A. Howe
- 1925 : Black Hand Blues, de J. A. Howe
- 1925 : Excuse My Glove, de J. A. Howe
- 1925 : The Fox Hunt, de J. A. Howe
- 1925 : Laugh That Off, de J. A. Howe
- 1926 : 30 Below Zero, de Robert P. Kerr
- 1926 : The Complete Life, de Robert P. Kerr
- 1926 : The Passionate Quest, de James Stuart Blackton
- 1926 : Don Key (Son of Burro), de Fred Guiol, James W. Horne y J.A. Howe
- 1926 : The Fighting Buckaroo, de Roy William Neill
- 1926 : Made for Love, de Paul Sloane
- 1927 : Seeing the World, de Robert A. McGowan y Robert F. McGowan

### Guionista
- 1921 : Naughty Mary Brown, de Frederick Sullivan
- 1926 : The Nickel-Hopper, de F. Richard Jones y Hal Yates
- 1927 : Sailors Beware, de Fred Guiol y Hal Roach
- 1927 : No Man's Law, de Fred Jackman
- 1927 : The Honorable Mr. Buggs, de Fred Jackman
- 1928 : Just Married, de Frank R. Strayer
- 1928 : The Big Killing, de F. Richard Jones
- 1929 : Untamed, de Jack Conway
- 1929 : China Bound, de Charles Reisner
- 1930 : New Moon, de Jack Conway
- 1930 : Remote Control, de Nick Grinde y Malcolm St. Clair
- 1930 : Those Three French Girls, de Harry Beaumont
- 1930 : Strictly Unconventional, de David Burton
- 1930 : Montana Moon, de Malcolm St. Clair
- 1931 : This Modern Age, de Nick Grinde
- 1932 : Prosperity, de Sam Wood
- 1932 : When a Fellow Needs a Friend, de Harry A. Pollard
- 1933 : Girl Without a Room, de Ralph Murphy
- 1933 : White Woman, de Stuart Walker
- 1933 : The Way to Love, de Norman Taurog
- 1933 : College Humor, de Wesley Ruggles
- 1934 : Babes in Toyland, de Gus Meins y Charley Rogers
- 1934 : Ladies Should Listen, de Frank Tuttle
- 1934 : Search for Beauty, de Erle C. Kenton
- 1935 : Coronado, de Norman Z. McLeod
- 1935 : Bonnie Scotland, de James W. Horne
- 1935 : Vagabond Lady, de Sam Taylor
- 1936 : The Princess Comes Across, de William K. Howard
- 1936 : The Bohemian Girl, de James W. Horne y Charley Rogers
- 1936 : The Milky Way, de Leo McCarey y Norman Z. McLeod
- 1936 : Strike Me Pink, de Norman Taurog
- 1937 : Waikiki Wedding, de Frank Tuttle
- 1937 : Champagne Waltz, de A. Edward Sutherland
- 1938 : Give Me a Sailor, de Elliott Nugent
- 1938 : Tropic Holiday, de Theodore Reed
- 1939 : The Star Maker, de Roy Del Ruth
- 1939 : Island of Lost Men, de Kurt Neumann
- 1939 : Never Say Die, de Elliott Nugent
- 1939 : Paris Honeymoon, de Frank Tuttle
- 1940 : I Want a Divorce, de Ralph Murphy
- 1940 : Rangers of Fortune, de Sam Wood
- 1940 : Untamed, de George Archainbaud
- 1940 : Road to Singapore, de Victor Schertzinger
- 1941 : Aloma of the South Seas, de Alfred Santell
- 1941 : Road to Zanzibar, de Victor Schertzinger
- 1942 : Road to Morocco, de David Butler
- 1942 : Wake Island, de John Farrow
- 1942 : Beyond the Blue Horizon, de Alfred Santell
- 1942 : My Favorite Blonde, de Sidney Lanfield
- 1943 : Hostages, de Frank Tuttle
- 1943 : China, de John Farrow
- 1944 : Going My Way, de Leo McCarey
- 1945 : Incendiary Blonde, de George Marshall
- 1945 : A Medal for Benny, de Irving Pichel
- 1946 : The Kid from Brooklyn, de Norman Z. McLeod
- 1947 : Golden Earrings, de Mitchell Leisen
- 1947 : The Perils of Pauline, de George Marshall
- 1947 : Welcome Stranger, de Elliott Nugent
- 1947 : California, de John Farrow
- 1948 : Whispering Smith, de Leslie Fenton
- 1952 : Camino a Bali, de Hal Walker
- 1955 : Strange Lady in Town, de Mervyn LeRoy
- 1959 : The Miracle, de Irving Rapper

## Premios y distinciones
Premios Óscar
| Año  | Categoría            | Película            | Resultado |
| ---- | -------------------- | ------------------- | --------- |
| 1943 | Mejor guion original | Ruta de Marruecos   | Nominado  |
| 1943 | Mejor guion original | Wake Island         | Nominado  |
| 1945 | Mejor guion          | Siguiendo mi camino | Ganador   |